# Леон (провінція)
Леон (ісп. León, лео. Llión) — провінція на півночі Іспанії розташована в автономному співтоваристві Кастилія-і-Леон. Адміністративний центр — місто Леон.